# Blanka Říchová
Blanka Říchová (* 5. listopadu 1958 Praha) je česká politoložka, historička a vysokoškolská pedagožka.

## Život
Narodila se v roce 1958 v Praze. V letech 1978 až 1982 studovala historii na Filozofické fakultě Univerzity Karlovy. V roce 1983 získala v rigorózním řízení titul PhDr., v roce 1985 poté získala také titul Ph.D. V roce 1987 se stala kandidátkou věd. V prosinci 2001 se habilitovala v oboru politologie.
K roku 2025 působí na Institutu politologických studií Fakulty sociálních věd Univerzity Karlovy. V minulosti přednášela také na Filozofické fakultě Univerzity Karlovy a na Katedře politologie a evropských studií Filozofické fakulty Univerzity Palackého. Je autorkou řady publikací z oboru politologie a příbuzných věd. Jednou z jejích nejznámějších publikací je kniha Úvod do studia politických věd publikovaná v roce 2002. V roce 2000 zveřejnila také například publikaci Přehled moderních politologických teorií.
V roce 2011 byla jmenována profesorkou politologie.